# Montes de Toledo

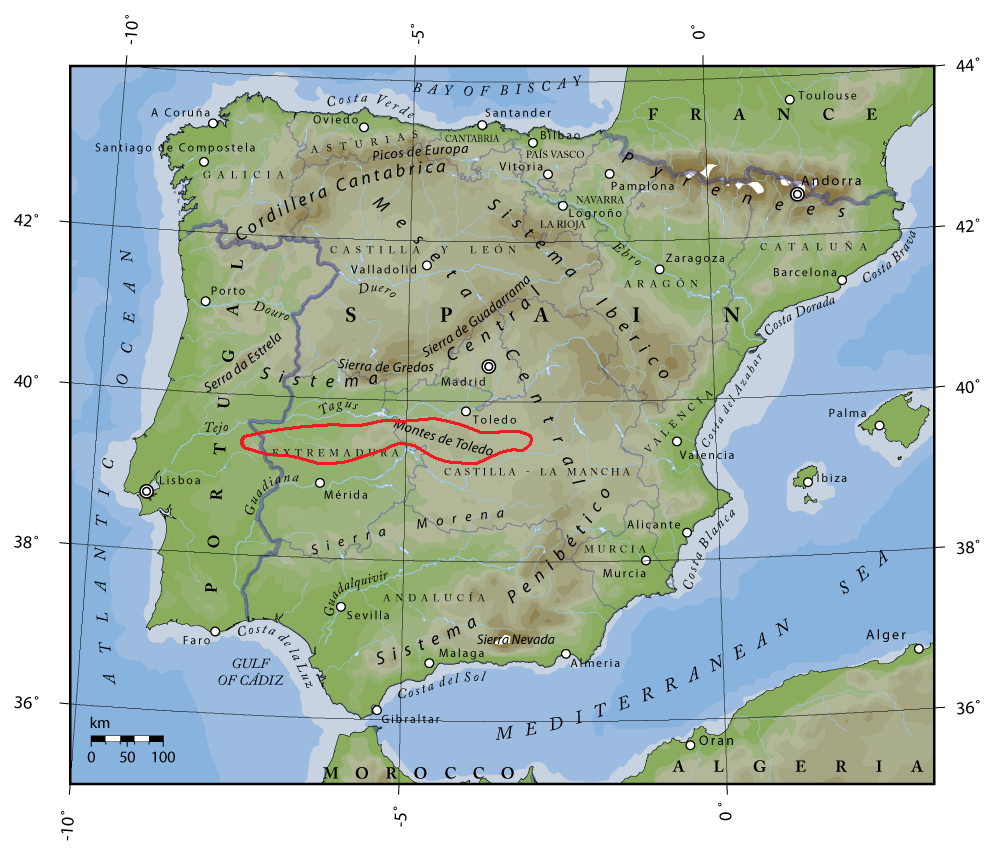
Karte der Iberischen Halbinsel mit den Montes de Toledo

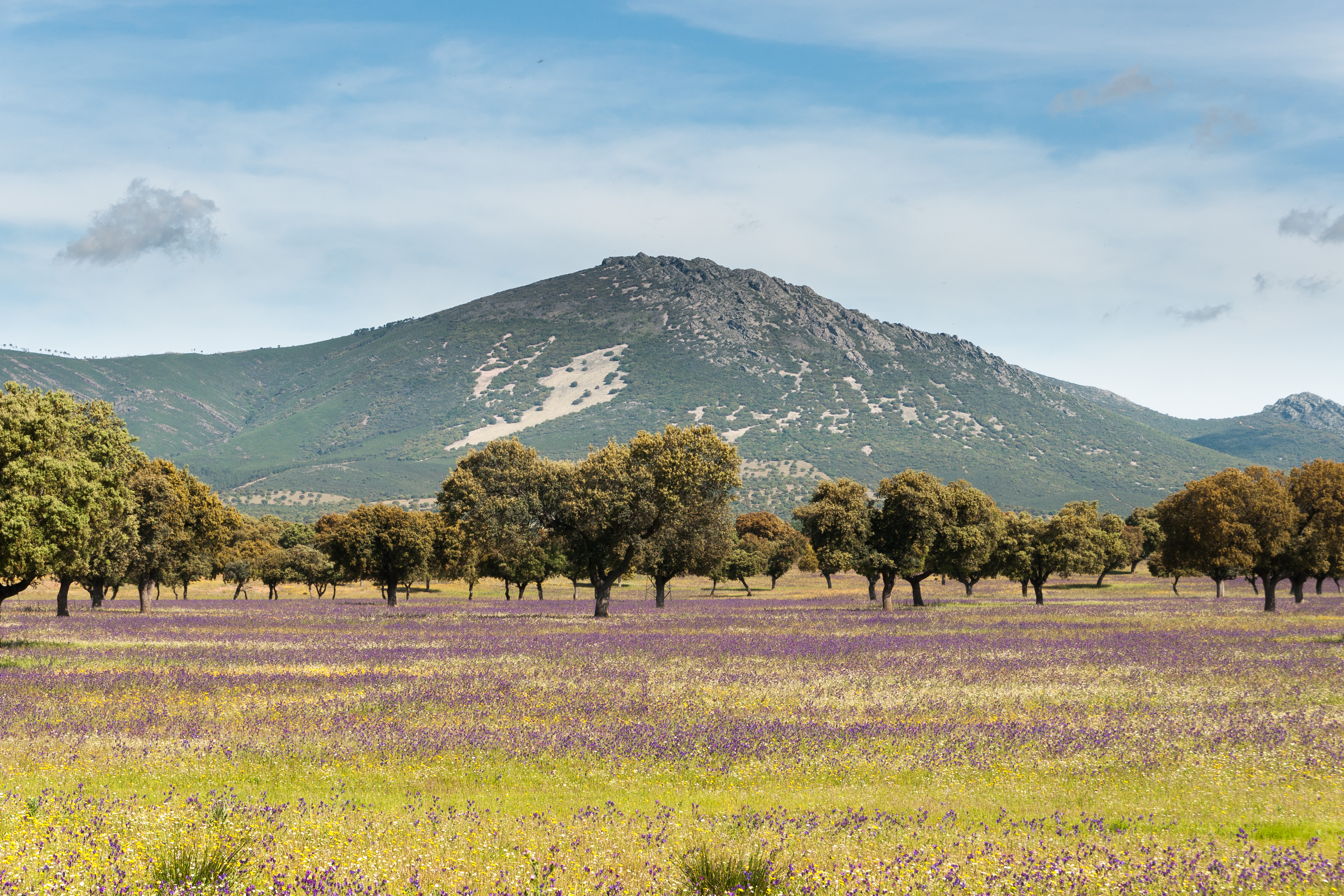
Dehesa in den Montes de Toledo

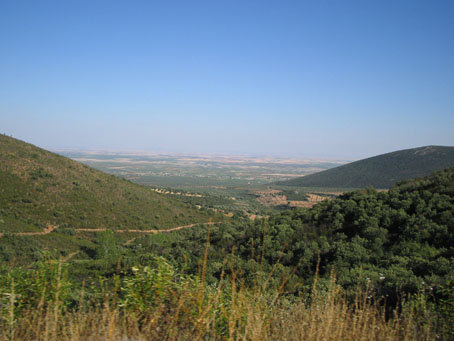
Blick vom ca. 970 m hohen Puerto de los Santos-Pass nach Süden

Die Montes de Toledo sind eine in Ost-West-Richtung verlaufende, je nach Karte und geografischem Blickwinkel bis zu ca. 350 km lange und durchschnittlich ca. 50 km breite Bergkette südwestlich der spanischen Hauptstadt Madrid. Der Name Montes de Toledo ist insofern irreführend als die Stadt Toledo gar nicht zu der Bergkette gehört, deren höchster Gipfel der ca. 1602 m hohe Pico Villuercas in der Sierra de Guadalupe ist.

## Geografie
Die Montes de Toledo sind ein sehr altes und stark erodiertes Gebirge, das nicht von eiszeitlichen Gletschern bedeckt war. Man unterteilt sie in mehrere kleinere Gebirgszüge; die wichtigsten sind:
- Sierra de Guadalupe (auch Sierra de Villuercas): höchste Berge sind Pico Villuercas (1603 m), Cervales (1441 m), Carbonero (1428 m), Ballesteros (1342 m), Sobacorbas (1320 m) und Risco Redondo (1287 m).
- Sierra de Altamira: höchste Berge sind Riscos Altos (1324 m) und Risco de las Moras (1279 m).
- Sierra de Montánchez: höchste Berge sind Pico Montánchez (995 m), Cancho Blanco (955 m) und Alijares (786 m).
- Sierra de San Pedro: höchste Berge sind Torrico de San Pedro (702 m), Atalaya (624 m), Chorlo (624 m), Morrón del Cotarro (615 m) und Manzano (610 m).
- Serra de São Mamede (Portugal): höchster Berg ist der Pico São Mamede (1025 m).

Die Montes de Toledo werden nach Norden vom Fluss Tajo und nach Süden vom Río Guadiana begrenzt. In den Bergen entspringen der 95 km lange Río Algodor sowie der etwa gleich lange Río Almonte (beides Nebenflüsse des Tajo) und der in den Río Cigüela mündende Río Amarguillo, der letztlich zum Flusssystem des Río Guadiana gehört.

## Sehenswürdigkeiten
In den dicht bewaldeten, aber nur dünn besiedelten Montes de Toledo liegt das für ganz Spanien und das spanische Kolonialreich bedeutsame Kloster Guadalupe.  

## Sonstiges
Die Region ist für ihr gleichnamiges Olivenöl recht bekannt. Sie ist Heimat einer seltenen Raubkatze, dem Iberischen Luchs.